# Halskædeaffæren
Halskædeaffæren (fransk: Affaire du collier de la reine, "Affæren om dronningens halskæde") var en hændelse fra 1784 til 1785 ved Ludvig 16. af Frankrigs hof, der involverede kongens hustru, dronning Marie Antionette, og en række andre folk ved hoffet.
Dronningens ry, allerede tilsværtet med sladder, blev yderligere tilsølet af de falske anklager om, at hun skulle have deltaget i en forbrydelse ved at svindle sig til kronens juveler ved at erhverve sig en meget dyr diamanthalskæde, som hun nægtede at betale for. I virkeligheden afviste hun idéen om at købe halskæden, men fik sin underskrift forfalsket af Jeanne de Valois-Saint-Rémy, en af hoffets damer.
Selvom Jeanne senere blev dømt for dokumentfalsk, forbliver hændelsen historisk signifikant som en af de mange hændelser, der ledte til opløsningen af det franske monarki. Det var en af samtidens skandaler, der gav vægt og folkelig støtte til den Franske Revolution.

## Baggrund
Ludvig 15. af Frankrig bestilte i 1772 en særlig gave til en af sine elskerinder, Madame du Barry, til den estimerede pris af 2.000.000 livre (omkring US$15,1 millioner i 2021). Ludvig 15. bestilte de parisiske juvelerer Charles Auguste Boehmer og Paul Bassange til at kreere en diamanthalskæde, der skulle overgå alle andre i grandeur.
Det tog juvelererne flere år og en stor mængde penge at fremskaffe en passende mængde diamanter. I mellemtiden døde Ludvig 15. af kopper, og hans barnebarn og arving, Ludvig 16. af Frankrig, bandlyste Madame du Barry fra sit hof.
Halskæden blev beskrevet som "en række af sytten glorværdige diamanter, næsten så store som hasselnødder... en tre gange flettet feston og vedhæng nok (simple pæreformede, flerstjerneformede eller klyngende amorfe) til at omkranse en diamantdronning". Juvelererne håbede, at Frankrigs nye dronning, Marie Antoinette, ville købe halskæden, og i 1778 tilbød Ludvig 16. også halskæden til Marie Antoinette som gave. Dronningen afslog imidlertid gaven og sagde, "Vi har mere brug for 74'ere [kanonskibe] end halskæder." Nogle sagde, at Marie Antoinette afslog halskæden, fordi den var lavet til du Barry, som Marie Antoinette aldeles ikke brød sig om. Ifølge andre kilder, var det Ludvig 16. selv der skiftede mening.
Efter at have forsøgt at sælge halskæden uden for Frankrig, forsøgte juvelererne igen at sælge den til Marie Antoinette efter fødslen af Louis Joseph af Frankrig i 1781. Dronningen afslog igen at købe halskæden.

## Affæren
En bondefanger, der kalde sig selv for Jeanne de Valois-Saint-Rémy, også kendt som Jeanne de la Motte, lavede en plan for at bruge halskæden til at få velstand, muligvis magt og en kongelig understøttelse. Som illegitim arvkom af Henrik 2. af Frankrig havde Jeanne giftet sig med en gendarme-officer, Nicholas de la Motte, selvudnævnt "Comte de la Motte". Jeanne levede af en beskeden pension, der var blevet hende givet af kongen.
I marts 1785 var Jeanne blevet elskerinde til Cardinal de Rohan, en tidligere fransk ambassadør ved hoffet i Wien. Kardinalen var ikke velanset af Marie Antoinette, da han havde spredt rygter om dronningens adfærd overfor hendes mor, den tysk-romerske kejserinde Maria Theresa. Marie Antoinette havde også kommet i besiddelse af et brev, der omtalte hendes mor på en måde, som Marie Antoinette havde fundet anstødeligt.
Kardinalen forsøgte at genvinde dronningens gunst ved at blive en minister i Ludvig 16.'s regering. Jeanne de la Motte, der var kommet til det franske hof gennem en elsker kaldet Rétaux de Villette, bildte kardinal Rohan ind, at hun var blevet modtaget af dronningen, og at hun nød dronningens tillid. Kardinal Rohan brugte efterfølgende Jeanne til at få et bedre forhold til dronningen. Jeanne forsikrede ham om, at hun ville tale hans sag overfor dronningen.
På den måde begynde en korrespondance mellem kardinal Rohan og den angivelige dronning Marie Antoinette. Jeanne de la Motte besvarede selv kardinal Rohans breve, mens hun forsikrede ham om, at svarene kom fra dronningen. Da tonen i brevene blev meget varme, blev kardinal Rohan overbevist om, at Marie Antoinette var forelsket i ham, hvorfor han også blev forelsket i hende. Kardinal Rohan tryglede Jeanne om at arrangere et hemmeligt nattestævnemøde med dronningen; dette møde fandt angiveligt sted i august 1784. I Château de Versailles' haver mødtes kardinal Rohan med en kvinde, som han var overbevist om var Marie Antoinette. Det var, imidlertid, ikke Marie Antoinette, men en prostitueret ved navn Nicole Le Guay d'Oliva, som Jeanne havde hyret på grund af hendes stærke lighed med Marie Antoinette. Kardinal Rohan gav hende en rose, og i rollen som Marie Antoinette sagde d'Olivia, at hun ville glemme deres tidligere uoverensstemmelser.
Jeanne de la Motte udnyttede kardinal Rohans tiltro til hende til at låne store summer penge fra ham ved at påstå, at de gik til dronningens velgørende arbejde. Med pengene fik Jeanne sin vej ind i respektable cirkler. Da hun åbent pralede med sit mytiske forhold til dronningen, antog mange at forholdet var ægte og gensidigt.
Juvelererne Boehmer & Bassenge endte derfor med at beslutte, at de ville bruge hende som bindeled for salget af diamanthalskæden til Marie Antoinette. Til at starte med nægtede Jeanne, men ændrede siden mening og accepterede at fungere som bindeled. Ifølge Henriette Campan, sendte Jeanne, der udgav sig for at være dronningen, en række breve til kardinal Rohan, herunder med en ordre om at købe halskæden på dronningens vegne. Brevene blev underskrevet "Marie Antoinette de France", men kardinal Rohan vidste ikke eller kunne ikke huske, at franske kongelige underskrev sig kun med deres fornavne.
Den 21. januar 1785 fortalte Jeanne kardinal Rohan, at dronning Marie Antoinette ønskede at købe halskæden, men Marie Antoinette ville have, at kardinal Rohan skulle fungere som en hemmelig mellemmand, idet dronningen ikke ønskede at købe den offentligt på et tidspunkt med økonomisk nød. Et stykke tid senere havde kardinal Rohan forhandlet sig frem til at købe diamanthalskæden for 2.000.000 livre, som skulle betales i rater. Kardinalen hævdede at have dronningens autorisation til at færdiggøre aftalen, og han viste juvelererne "dronningens" håndskrevne breve. Rohan tog derefter halskæden til Jeannes hus, hvor en mand, som kardinal Rohan formodede var en af dronningens kammertjenere, kom for at hente den. Diamanthalskæden blev angiveligt "hurtigt skilt ad og ædelstenene solgt på de sorte markeder i Paris og London" af Jeanne de la Motte.
Da tiden oprandt og den første rate for diamanthalskæden skulle betales, fremviste Jeanne de la Motte kardinal Rohans bemærkninger i brevene, men de var ikke tilstrækkelige til at berolige juvelererne. Boehmer klagede direkte til dronning Marie Antoinette, som fortalte ham, at hun ikke havde bestilt eller modtaget halskæden. Dronningen fik historien om forhandlingerne om halskæden fortalt, og efterfølgende udspillede der sig et coup de théâtre.

## Skandalen
Kontroversen i denne affære stammer fra arrestationen af kardinal Rohan i Spejlsalen på Versailles samt den efterfølgende retssag, der erklærede kardinal Rohan for uskyldig og dømte Jeanne de la Motte og hendes medsammensvorne som skyldige.
Den 15. august 1785, festdag for Jomfru Marias optagelse i himlen, mens hoffet ventede på, at kongen og dronningen skulle begive sig til slotskirken, blev kardinal Rohan, som skulle forestå gudstjenesten, stillet frem for kongen, dronningen, minister for domstolene Louis Auguste Le Tonnelier de Breteuil og sejlmesteren Armand Thomas Hue de Miromesnil for at forklare sig. Kardinal Rohan frembragte et brev underskrevet "Marie Antoinette de France". Det faktum, at franske kongelige kun underskriver sig med deres fornavne, men dette faktum blev overset af kardinal Rohan og blev brugt imod ham under hans retssag, og "skabte mismod hos kongen mod Rohan" da han "havde indåndet kongelig etikette siden fødslen... og man kunne ikke forstå, hvordan et medlem af hoffet, og frem for alt en Rohan, et medlem af en familie så optaget af detaljer om status, kunne lave sådan en fejl".
Kardinal Rohan blev arresteret og taget til Bastillen. På vejen derhen nåede han at sende en note hjem, der beordrede ødelæggelsen af hans korrespondance. Da Jeanne ikke blev arresteret før tre dage senere, havde hun mulighed for at destruere sine breve.
Politiet arresterede den prostituerede Nicole Le Guay d'Oliva og Rétaux de Villette, som indrømmede, at han havde skrevet brevene givet til kardinal Rohan i dronningens navn og havde forfalsket hendes underskrift. Den kendte frimurer og okkultist, Alessandro Cagliostro, blev også arresteret, men det er tvivlsomt hvorvidt han overhovedet havde nogen rolle i affæren.
Kardinal Rohan accepterede Pariserparlamentet som dommere. Pave Pius 6. var oprevet og han mente, at kardinalen skulle dømmes af hans naturlige dommer (paven selv). Denne note forblev imidlertid ubesvaret. En sensationel retssag ledte til frifindelsen af kardinal Rohan, d'Oliva og Cagliostro den 31. maj 1786. Det er sagt, at "Kardinal Rohans valg af Pariserparlamentet, uanset afgørelsen, både forlængede sagen og bragte den frem på den politiske bane". Jeanne de la Motte blev idømt piskning, brændemærkning med et V (for voleuse, 'tyv') på hver skulder samt livstidsfængsling i Salpêtrière-fængslet for prostituerede. I juni det følgende år flygtede Jeanne fra fængslet ved at klæde sig ud som en dreng. Jeannes mand blev retsforfulgt in absentia og dømt til at være en gallejslave. Villette blev også retsforfulgt og idømt bandlysning. Retssagen gjorde affæren til en sag for den offentlige interesse, i stedet for at blive håndteret stille og privat.
Den offentlige mening var meget opildnet af retssagen. Pariserparlamantet kommenterede ikke på dronningens angivelige handlinger. Retssagen fandt dronning Marie Antoinette helt uden skyld i sagen, og at Jeanne de la Motte havde svindlet dem begge for sin egen vinding.
På trods af beviserne og dommen på det modsatte, fastholdtes antagelsen i Frankrig om, at dronningen brugte Jeanne de la Motte som et instrument i sin had til kardinal Rohan. Forskellige omstændigheder styrkede denne antagelse: dronningens skuffelse over kardinal Rohans frifindelse og det faktum, at han efter retssagen blev frataget sine ansvarsområder af kongen og sendt i eksil i La Chaise-Dieu-klostret. Derudover antog folket, at Pariserparlamentets frifindelse af kardinal Rohan indebar, at Marie Antoinette på en måde var på den gale side. Alle disse faktorer ledte til en stor nedgang i dronningens popularitet, og et billede af Marie Antoinette som en manipulerende pengeødsler, som var mere interesseret i sin egen forfængelighed end befolkningens velfærd, fremtonede sig for det franske folk.
Jeanne de la Motte flygtede til London, og i 1789 udgav hun sine Mémoires Justificatifs, hvori hun igen tilsølede dronning Marie Antoinettes omdømme.

## Betydning
Affæren om diamanthalskæden blev et vigtigt instrument i at miskreditere Bourbon-monarkiet i øjnene på det franske folk fire år før den Franske Revolution. Marie Antoinette blev endnu mere upopulær, og ondsindet sladder om hende gjorde hende til omdrejningspunktet for upopularitet om også hendes mand.
Efter affæren blev kendt i den brede offentlighed, blev der udgivet en stigende mængde litteratur, der krænkede dronningen. Hendes "upopularitet var så stor efter Halskædeaffæren, at det ikke længere kunne ignoreres af både dronningen og regeringen. Hun stoppede næsten helt med at optræde i offentligheden." Da hun var associeret med skandalen, og allerede af nogle anset som en fjende af det franske folk, blev hendes reputation uigenkaldeligt ødelagt.
Marie Antoinettes ry kom sig aldrig efter hændelsen. Hendes tidlige historie med store udgifter havde allerede plettet hendes popularitet, men halskædeaffæren katapulterede den offentlige mening til nærmest had, siden hun fremstod som en person, der planlagde at misbruge mere af kongerigets dalende skattekiste på personlige prydgenstande.
Halskædeaffæren skærpede den brede offentligheds had og foragt for Marie Antoinette, siden den var "skabt til at efterlade dronningen i en skandaletilsted, uden mulighed for at vinde noget af sandheden for sig selv". Det PR-mareridt, som Marie Antoinette og kongehuset befandt sig i, ledte til en stigning i krænkende pamfletter, som skulle vise sig at være gløder for den kommende Franske Revolution. Det kunne siges, at "hun symboliserede, blandt andet, ødslen og korruptionen af et døende regime" og fungerede derfor som "den perfekte syndebuk for det moralske spil, som revolutionen til dels blev", hvilket gjorde hende til et mål for hadet under den Franske Revolution og grupper som "sansculotterne" og jakobinerne.
Marie Antoinette formåede aldrig at ryste offentlighedens billede af, at hun havde begået ekstravagant bedrageri for hendes egne forfængelige mål. Ikke desto mindre fik affæren kong Ludvig 16. til at komme endnu tættere på sin hustru, og affæren har muligvis givet ham større tilbøjelighed til at forsvare hende og tage ansvar på hendes vegne op til og under Revolutionen.